# Semana Santa en Ocaña
La Semana Santa de Ocaña, Toledo (declarada de Interés Turístico Nacional) se resume en siglos de Fe, de tradición viva, de sobria espiritualidad y penitencia. Generación tras generación se han mantenido casi intactas las mismas tradiciones y se ha transmitido de padres a hijos la devoción y sus formas de expresión. 
Una semana que se extiende a muchos meses de preparativos. Siete días que son mucho más que procesiones. Son Iglesias, calles, hogares, que se visten de Semana Santa para expresar el sentir de un pueblo. 
La honda religiosidad que durante siglos ha caracterizado la toledana Villa de Ocaña, es hoy menos patente por la sociedad que nos envuelve. Pero el sentimiento religioso, quizá más oculto que en otros tiempos, aflora en estos días dejando ver la base que forjó la idiosincrasia de un pueblo que en el fondo vive de sus innegables raíces católicas que han configurado la Ocaña que conocemos.
Nos adentramos en las formas y en el fondo que forman una Semana Santa sobria, castellana, con pinceladas festivas y con peculiaridades únicas en todo el mundo.
La peculiar forma de una noble villa que celebra así los principales misterios de su Fe.

## Procesiones

### Domingo de Ramos

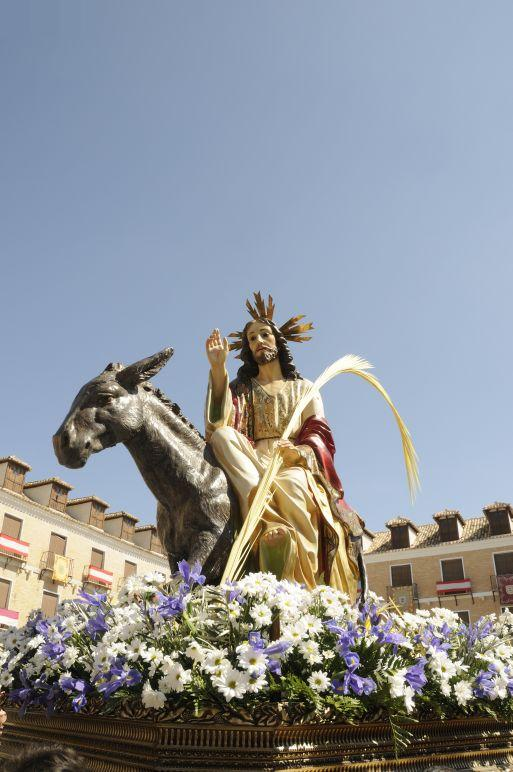
Jesús en la Borriquilla

Procesión de Jesús en la Borriquilla.
11:00 horas.
Iglesia Parroquial de San Juan Bautista.
Itinerario:
Iglesia Parroquial de San Juan Bautista - San Juan - Lope de Vega - Mayor - Plaza Mayor - Plaza del Doctor Espina y Capó - General Moscardó - Plaza de Cristo Rey - Iglesia Parroquial de Santa María de la Asunción.
Imagen Titular:
Jesús montado en la borriquita.
Iconografía:
Representa la entrada triunfal de Jesús en Jerusalén, a lomos de una borriquita y portando una palma.
Hábito:
Se procesiona sin hábitos ni túnicas.
Al finalizar el desfile, tiene lugar la Santa Misa en la Iglesia Parroquial de Santa María de la Asunción.
Hermandades que procesionan:
Participan todas las Hermandades y Cofradías de Ocaña, grupos parroquiales y de catequesis.

### Lunes Santo

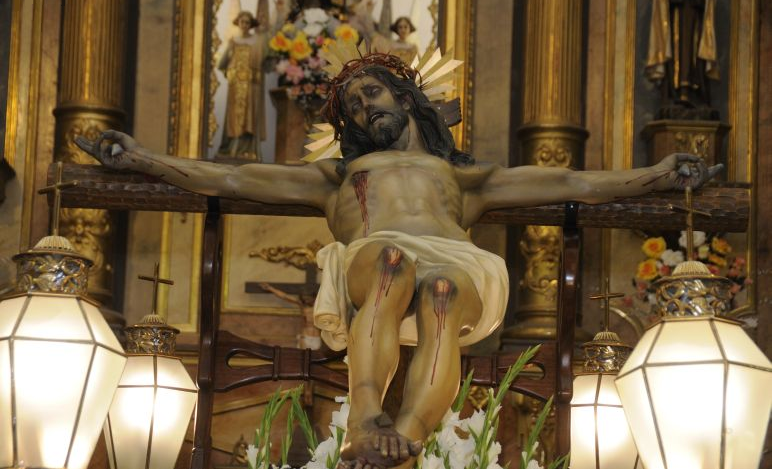
Cristo Rey de los Mártires en la Exaltación de la Santa Cruz

Procesión de Cristo Rey de los Mártires.
21:00 horas.
Iglesia Conventual de San José (Reverendas Madres Carmelitas).
Itinerario:
Iglesia Conventual de San José - Plaza de Alonso de Ercilla - Roberto García Ochoa - Plaza Mayor - Mayor - Plaza Gutierre de Cárdenas - Madre de Dios - Avenida de José Antonio - Avenida del Generalísimo - Iglesia Conventual de San José.
Imagen Titular:
Cristo Rey de los Mártires en la Exaltación de la Santa Cruz.
Iconografía:
Cristo muerto en la Cruz.
Hábito:
Túnica de color hueso con capuz del mismo color, con escudo de la Hermandad bajo el rostro. Fajín rojo y zapatos y guantes negros.
Hermandad que procesiona:
Hermandad de Cristo Rey de los Mártires en la Exaltación de la Santa Cruz.

### Martes Santo

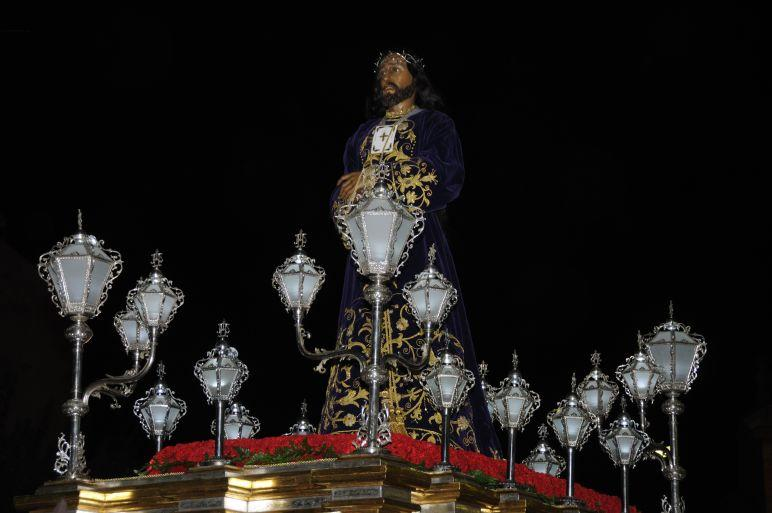
Nuestro Padre Jesús de Medinaceli

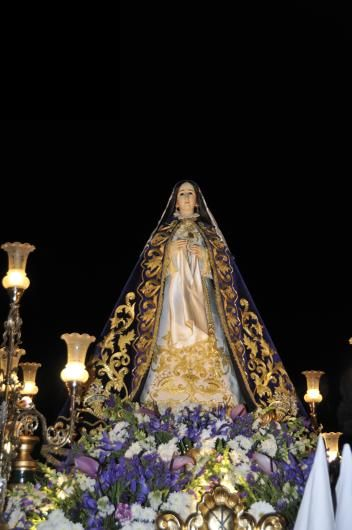
Santa Mujer Verónica

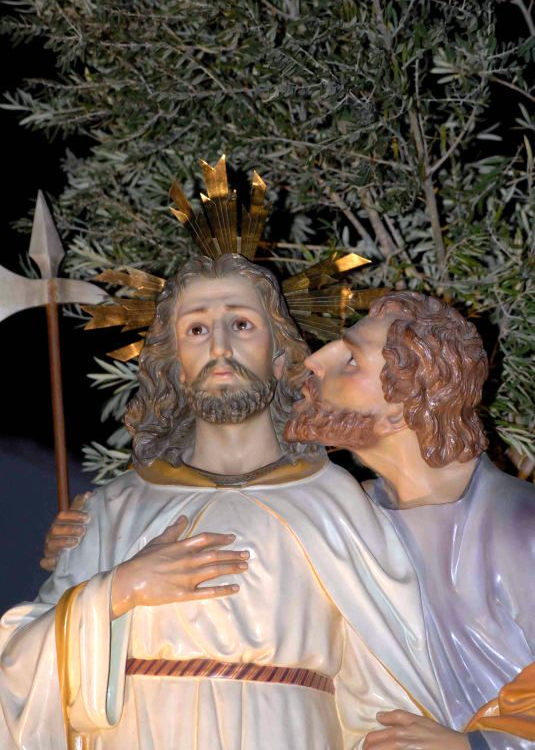
El Beso de Judas

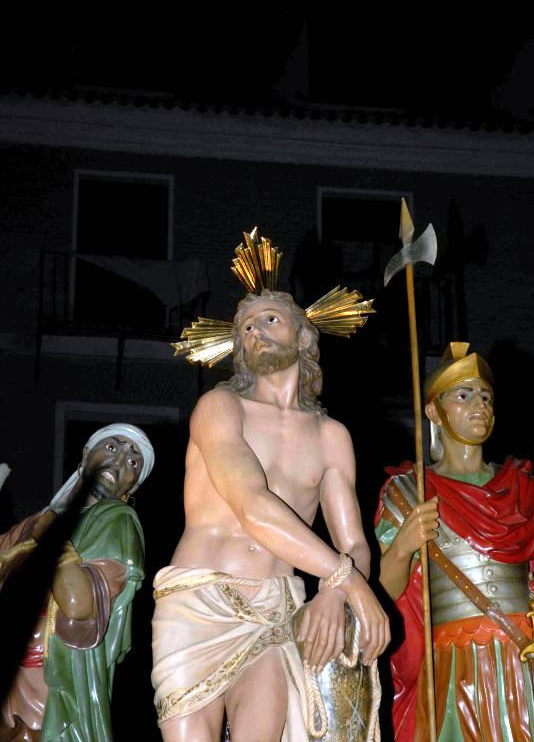
La Flagelación

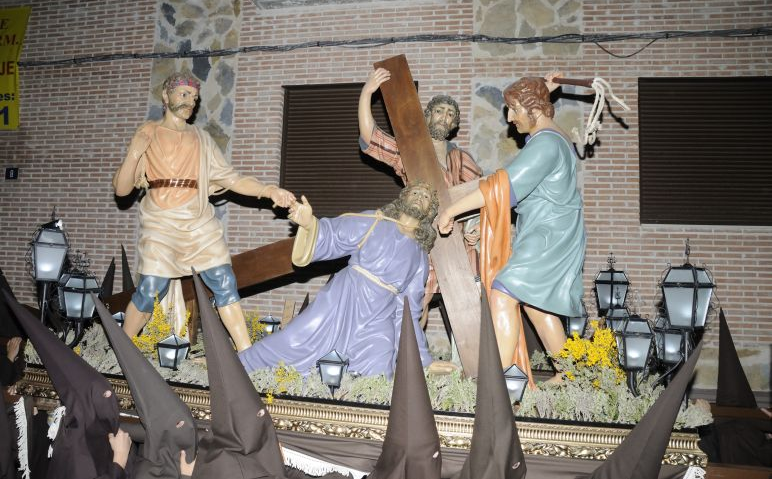
La Caída

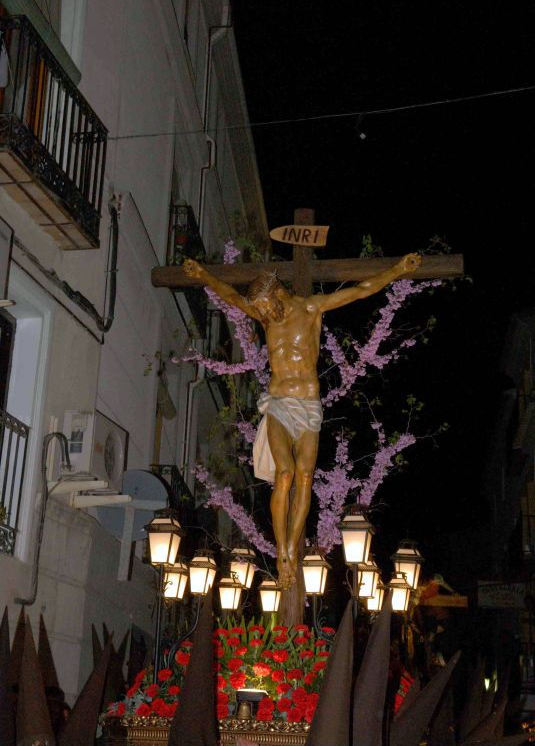
La Crucifixión

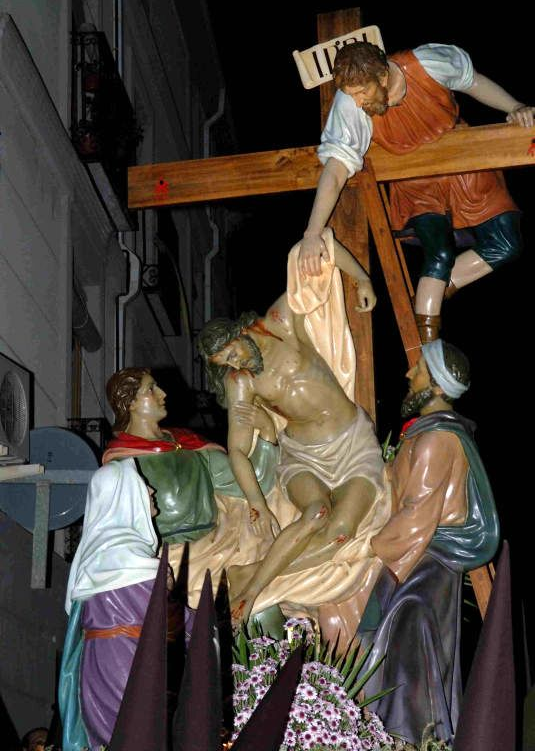
El Descendimiento

Procesión del Traslado de Nuestro Padre Jesús de Medinaceli.
21:30 horas.
Iglesia Conventual de Santa Clara (Reverendas Madres Clarisas).
Itinerario:
Iglesia Conventual de Santa Clara - Plaza de Alonso de Ercilla - Roberto García Ochoa - Plaza Mayor - Mayor - Lope de Vega - San Juan - Iglesia Parroquial de San Juan Bautista.
Imagen Titular:
Nuestro Padre Jesús de Medinaceli.
Iconografía:
Jesús atado de manos es presentado al pueblo (Ecce Homo).
Hábito:
Túnica y capirote marrón carmelita, con cíngulo de pita. Sandalias en los pies, sin calcetines ni guantes.
Hermandad que procesiona:
Hermandad de Penitencia de Nuestro Padre Jesús de Medinaceli.

### Miércoles Santo
Traslado Procesional de la Santa Mujer Verónica.
21:00 horas.
Iglesia Parroquial de Santa María de la Asunción.
Itinerario:
Iglesia Parroquial de Santa María de la Asunción - Plaza de Cristo Rey - General Moscardó - Ugena - Toledo - Plaza Mayor - Mayor - Plaza Gutierre de Cárdenas - Santo Domingo - Iglesia Conventual de Santo Domingo de Guzmán.
Imagen Titular:
Santa Mujer Verónica (imagen articulada que simula la apertura del lienzo con las caras de Cristo y se arrodilla).
Iconografía:
Santa Mujer Verónica portando el Sagrado Lienzo en sus manos.
Hábito:
Túnica blanca ribeteada en morado y botonadura del mismo color. Capirote blanco con la cara de Cristo y cíngulo morado. Capa morada, alpargatas blancas bordadas, medias y guantes blancos.
Hermandad que procesiona:
Hermandad de la Santa Mujer Verónica.

### Jueves Santo
Procesión de Penitencia de Nuestro Padre Jesús de Medinaceli.
22:00 horas.
Iglesia Parroquial de San Juan Bautista.
Itinerario:
Iglesia Parroquial de San Juan Bautista - San Juan - Lope de Vega - Mayor - Plaza Mayor - Roberto García Ochoa - Plaza de Alonso de Ercilla - Avenida del Generalísimo - Avenida de José Antonio - Marquina - Ancha de San Martín - San Juan - Iglesia Parroquial de San Juan Bautista. - Plaza de Oñate - Sevillanas - Julián de Huelbes - Carrión - Plaza de Alonso de Ercilla - Iglesia Conventual de Santa Clara.
Imágenes Titulares:
- El Beso de Judas.
- La Flagelación.
- Nuestro Padre Jesús de Medinaceli.
- La Caída.
- La Crucifixión.
- El Descendimiento.

Iconografía:
Se representan los Misterios Dolorosos del Santo Rosario.
Hábito:
Túnica y capirote marrón carmelita, con cíngulo de pita. Sandalias en los pies, sin calcetines ni guantes.
Hermandad que procesiona:
Hermandad de Penitencia de Nuestro Padre Jesús de Medinaceli.

### Viernes Santo (Mañana)
Procesión de las Caídas.
09:15 horas.

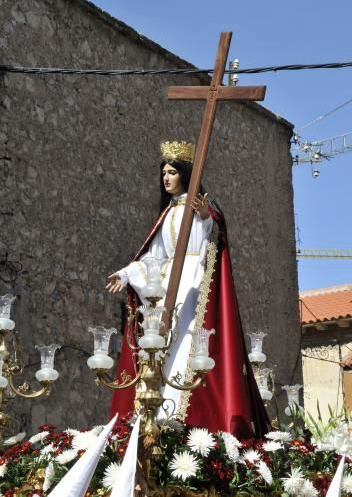
Santa Cruz y Santa Reina Elena

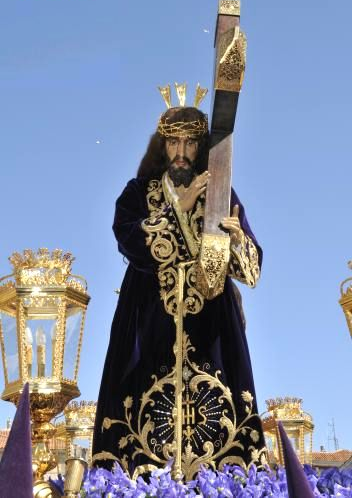
Nuestro Padre Jesús Nazareno

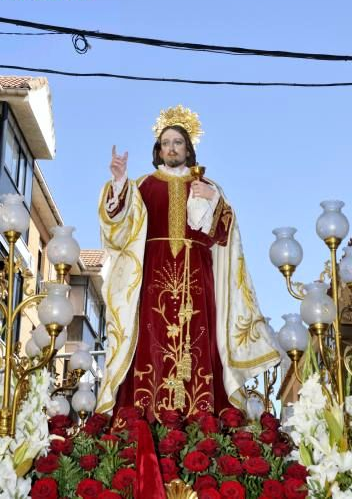
San Juan Evangelista

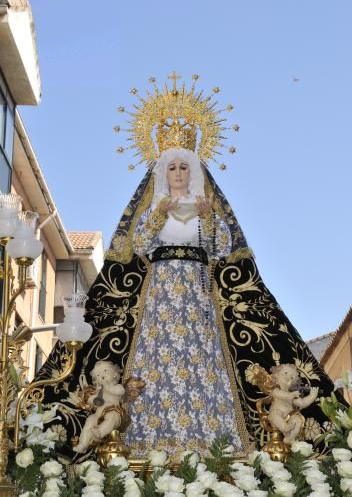
Nuestra Señora de la Soledad

Iglesia Parroquial de Santa María de la Asunción
Itinerario:
Iglesia Parroquial de Santa María de la Asunción - Plaza de Cristo Rey - General Moscardó - Ugena - Toledo - Plaza Mayor (1ª Caída) - Mayor - Plaza Gutierre de Cárdenas (Se incorpora la imagen de la Santa Mujer Verónica y 2ª Caída) - Mayor del Villar - Marquina - Avenida de José Antonio - Avenida del Generalísimo - Plaza de Alonso de Ercilla (3ª Caída) - Manuel Ortiz - Alejandro Pacheco - Ugena - General Moscardó - Plaza Cristo Rey - Iglesia Parroquial de Santa María de la Asunción.
Imágenes Titulares:
- La Emperatriz Santa Elena.
- Santa Mujer Verónica (imagen articulada que simula la apertura del lienzo con las caras de Cristo y se arrodilla).
- Nuestro Padre Jesús Nazareno (imagen articulada que simula las caídas de Cristo camino del Calvario).
- Los Armados escoltan la imagen de Jesús Nazareno.
- San Juan Evangelista.
- Nuestra Señora de la Soledad (imagen articulada que simula cómo la Virgen María se limpia el rostro con un lienzo).

Iconografía:
- La Santa Emperatriz con la Cruz de Cristo en sus manos.
- Santa Mujer Verónica portando el Sagrado Lienzo en sus manos.
- Jesús con la Cruz a cuestas camino del Calvario es ayudado por Simón de Cirene.
- Los Armados representan a los centuriones que seguían a Jesús en su camino al Calvario, aunque con indumentaria de otra época.
- El Apóstol amado con el cáliz en su mano y el águila que lo representa a sus pies.
- María con pañuelo en las manos.

Hábitos:
- Túnica, capirote y guantes blancos, capa de terciopelo granate. Cíngulo rojo y sandalias con medias blancas.
- Túnica blanca ribeteada en morado y botonadura del mismo color. Capirote blanco con la cara de Cristo y cíngulo morado. Capa morada, alpargatas blancas bordadas, medias y guantes blancos.
- Túnica y capirote de terciopelo morado. Cíngulo dorado y rosario. Guantes negros y sandalias con medias blancas. Camisa blanca y corbata negra bajo la túnica.
- Medias armaduras de hierro acerado, labradas en peto y espalda. Casco con escaparela y plumero de colores. Faldilla de color amarillo y pantalones negros, zapatos y medias negros, guantes blancos. En la mano, espada y partesana.
- Túnica y capirote de terciopelo rojo con botonadura en blanco. Capa, guantes y cíngulo blancos. Sandalias y medias blancas.
- Túnica de terciopelo negro, capirote blanco. Capa y cíngulo blancos, rosario en la cintura. Guantes y medias blancos y sandalias oscuras.

Hermandades que procesionan:
- Hermandad de la Santa Cruz y Santa Reina Elena.
- Hermandad de la Santa Mujer Verónica.
- Archicofradía de Nuestro Padre Jesús Nazareno.
- Hermandad de Armados de Nuestro Padre Jesús Nazareno.
- Hermandad de San Juan Evangelista.
- Hermandad de Nuestra Señora de la Soledad y Santo Entierro.

### Viernes Santo (Noche)

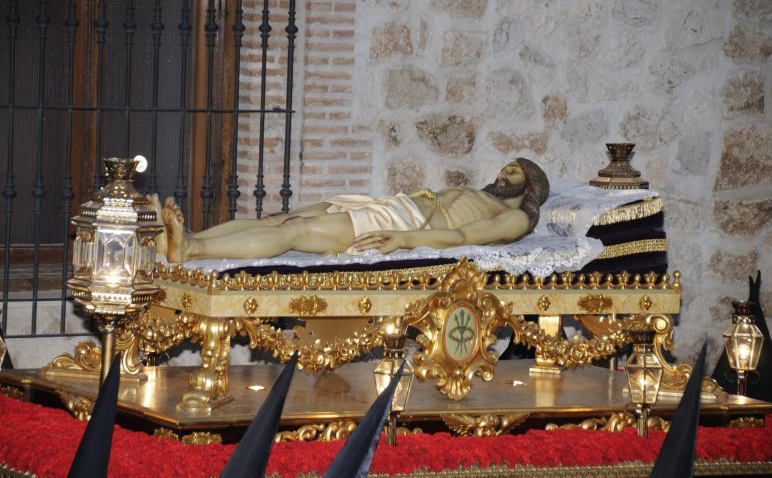
Santo Entierro de Cristo

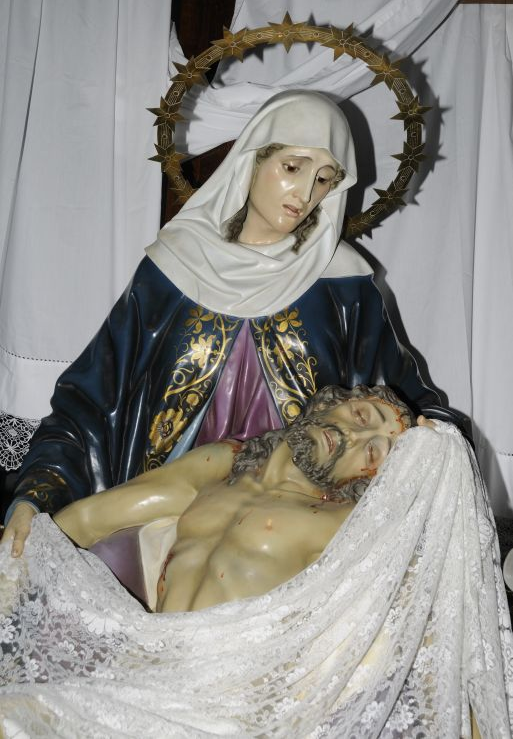
La Piedad

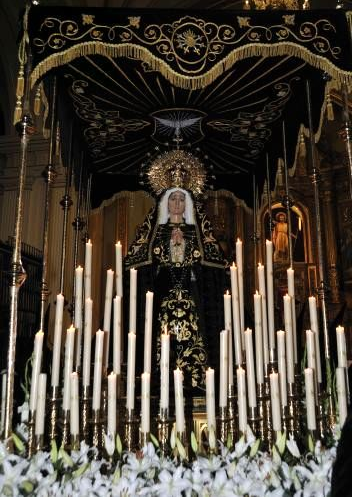
Nuestra Señora de los Dolores

Procesión de los Dolores.
19:30 horas.
Iglesia Parroquial de Santa María de la Asunción.
Itinerario:
Iglesia Parroquial de Santa María de la Asunción - Plaza de Cristo Rey - General Moscardó - Padilla - Plaza del Mercado - Olcades - Iglesia Parroquial de San Juan Bautista (Se incorporan las imágenes de la Piedad y Ntra. Señora de los Dolores) - San Juan - San Martín - Ancha de San Martín - Mayor del Villar - Plaza Gutierre de Cárdenas - Mayor - Plaza Mayor - Toledo - Ugena - General Moscardó - Plaza de Cristo Rey - Iglesia Parroquial de Santa María de la Asunción- Plaza de Cristo Rey - General Moscardó - Padilla - Plaza del Mercado - Olcades - Iglesia Parroquial de San Juan Bautista.
Imágenes Titulares:
- Santo Entierro de Cristo.
- La Piedad (imagen perteneciente a la Hermandad de la Santa Cruz y Santa Reina Elena).
- Nuestra Señora de los Dolores.

Iconografía:
- Cristo Yacente.
- La Virgen María con Cristo muerto en sus brazos al pie de la Cruz.
- María Dolorosa bajo Palio.

Hábitos:
- Túnica de terciopelo negro, capirote negro. Capa y cíngulo blancos, rosario en la cintura. Guantes y medias blancos y sandalias oscuras.
- Túnica, capirote y guantes blancos, capa de terciopelo granate. Cíngulo rojo y sandalias con medias blancas.
- Nazarenos con túnica y capuz de terciopelo negro, cíngulo negro con rosario, sandalias y guantes negros y medias blancas. Camisa blanca y corbata negra bajo la túnica y hermanas con vestido de terciopelo negro con mantilla y guantes negros.

Hermandades que procesionan:
- Hermandad de Nuestra Señora de la Soledad y Santo Entierro.
- Hermandad de la Santa Cruz y Santa Reina Elena.
- Hermandad de Nuestra Señora de los Dolores.

### Domingo de Resurrección

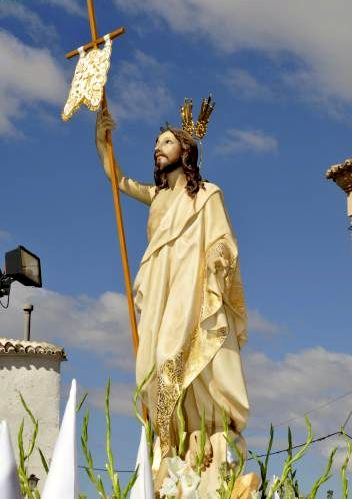
Jesús Resucitado

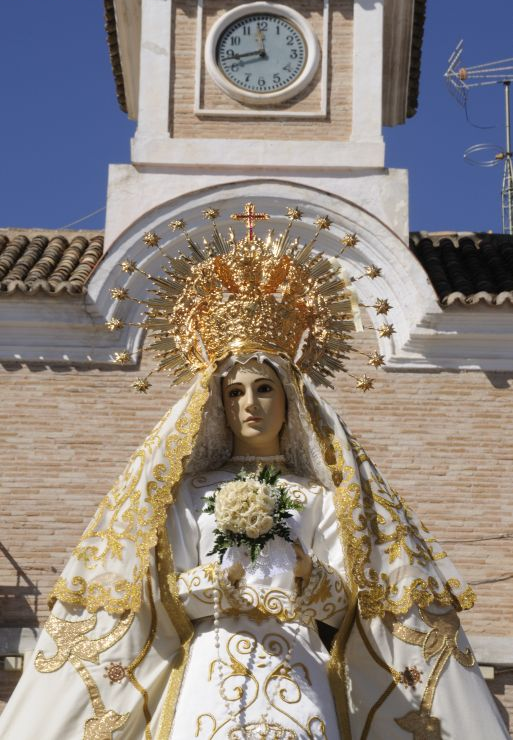
Nuestra Señora de Gracia

Procesión del Encuentro.
11:00 horas.
Iglesia Parroquial de Santa María de la Asunción.
Itinerario:
Iglesia Parroquial de Santa María de la Asunción - Plaza de Cristo Rey - General Moscardó - Ugena - Toledo - Plaza Mayor (Se representa el Encuentro) - Mayor - Lope de Vega - San Juan - Plaza de Oñate - Olcades - Plaza del Mercado - Padilla - General Moscardó - Plaza de Cristo Rey - Iglesia Parroquial de Santa María de la Asunción.
Imágenes titulares:
- Jesús Resucitado.
- Nuestra Señora de Gracia.

Iconografía:
- Jesús Resucitado saliendo triunfante del sepulcro.
- Virgen tras la Resurrección del Señor.

Hábito:
Túnica y capirote blancos. Capa reversible blanca y negra (es cambiada en el momento del Encuentro). Cordón blanco y negro, sandalias negras y medias blancas.
Hermandad que procesiona:
Hermandad de Nuestra Señora de Gracia y Jesús Resucitado.